# Erebia lafontainei
Espèce
Erebia lafontainei est une espèce de lépidoptères appartenant à la famille des Nymphalidae, à la sous-famille des Satyrinae et au genre Erebia.

## Dénomination
Erebia lafontainei a été nommé par James T. Troubridge et Kenelm W. Philip en 1983.
Il serait très proche d'Erebia kozhantshikovi Sheljuzhko, 1925 qui réside dans la toundra arctique de Sibérie,.

## Description
Erebia lafontainei est un papillon marron très foncé presque noir, de taille petite à moyenne (d'une envergure de 33 à 45 mm) avec aux ailes antérieures une ligne submarginale de quatre taches orange pupillées de noir, et aux ailes postérieures rien ou une à trois petites taches orange.
Le revers des ailes est plus clair, marron cuivré, avec les mêmes ornementations à l'aile antérieure et une large bande marginale plus claire à l'aile postérieure,.

### Chenille
La chenille n'est pas connue.

## Biologie

### Période de vol et hivernation
Il vole en une génération de juin à mi-juillet.

### Plantes hôtes
Les plantes hôtes des chenilles pourraient être des Carex.

## Écologie et distribution
Il est présent dans la zone arctique de l'Amérique du Nord, en Alaska, dans le Yukon, et dans les Territoires du Nord-Ouest.

### Biotope
Il réside dans la toundra arctique.

### Protection
Pas de statut de protection particulier connu.

### Liens taxonomiques
- (en) Tree of Life Web Project : Erebia lafontainei
- (fr + en) ITIS : Erebia lafontainei  Troubridge & Philip, 1983